# Велика Западня

Вели́ка Западня́ — лісовий заказник загальнодержавного значення в Україні. Розташований між містом Верхньодніпровськ та селом Домоткань Верхньодніпровського району Дніпропетровської області, на лівобережжі річки Домоткань. На захід від заказника проходить автошлях Н08.
Площа 157 га. Статус присвоєно 1974 року. Перебуває у віданні: Верхньодніпровський держлісгосп (Верхньодніпровське лісництво, кв. 3, 4).

## Характеристика
Велика Западня — це зразок закріплення діючого яру шляхом залісення і використання непридатних земель та перетворення їх у продуктивні лісові площі. Переважають дубово-акацієві насадження з домішкою ясена, кленів гостролистого і польового, бересту, груші. В насадженнях розвинений густий підлісок з бузиною чорною, свидиною, глодом, чорнокленом, бруслиною європейською та бородавчастою. На узліссях збереглися рідкісні степові рослини — астрагал шерстистоквітковий, шафран сітчастий. 
У заказнику формується лісовий фауністичний комплекс. Із рідкісних видів безхребетних виявлені томарес Ногеля, подалірій, бризеїда; із хребетних — гадюка степова, сиворакша, тхір степовий, борсук.

## Етимологія назви
Назва походить від слова «запáдина» (в землі), що означає велике провалля. Балка станом на 2011 рік є єдиним заповідним об'єктом басейну річки Домоткань, хоча природа її долини дуже багата і заслуговує створення тут заповідної території найвищого рангу.